# Aleksandar Kolarov
Aleksandar Kolarov (serbio cirílico: Александар Коларов; Zemun, Yugoslavia —actual Serbia—, 10 de noviembre de 1985) es un exfutbolista y entrenador serbio. Jugaba de defensa y desde junio de 2025 es el segundo entrenador del Inter de Milán.

## Trayectoria

### Como jugador
Comenzó su carrera deportiva en el Čukarički Stankom de Belgrado. En 2006 fue traspasado al OFK Belgrado. El traspaso fue polémico ya que el club de origen afirmaba que a Kolarov le gustaban las drogas y que además le quedaba un año de contrato, mientras que el jugador declaró que se encontraba rehabilitado y libre, firmando por el OFK. El caso fue presentado en la Televisión B92, programa de investigación serbio, que trató las posibles actividades delictivas en el fútbol del país. En el programa se afirmaba que Zvezdan Terzić, antiguo presidente del OFK y presidente de la federación nacional, contrataba jugadores jóvenes, elevando su precio al hacer que dispusieran de minutos en la selección nacional sub-21.

#### Lazio
En 2007 fue contratado por la Lazio de Italia, que pagó 800 000 € al OFK. Delio Rossi le hizo debutar con el equipo en la tercera ronda previa de la Liga de Campeones de la UEFA 2007-08 el 14 de agosto, en un partido que enfrentó al conjunto romano con el Dinamo Bucarest. Su primer gol lo marcó el 30 de septiembre en el estadio Oreste Granillo de Reggio Calabria contra la Reggina Calcio. Con el equipo laziale Kolarov consiguió los primeros títulos de su carrera profesional, ya que ganó la Copa de Italia y la Supercopa de Italia en 2009.

#### Manchester City
El 23 de julio de 2010 fichó por el Manchester City de Inglaterra a cambio de 18 millones de €. Ganó su primer título en el fútbol inglés al año siguiente merced a la conquista de la FA Cup.
En la Liga de Campeones de la UEFA 2011-12, Kolarov marcó el gol del empate de su equipo contra el Napoli de Italia.
En la temporada 2011-12, el Manchester City fue campeón de la Premier League, algo que repetiría 2 años después, en la edición 2013-2014. Asimismo, también ganó la Copa de la Liga en 2014 y 2016.

#### Regreso a Italia y retirada
El 23 de julio de 2017 se incorporó a la A. S. Roma. El 20 de agosto de 2017, en su debut en competición oficial con el conjunto romano, anotó el gol de la victoria frente al Atalanta. En total, marcó 3 goles y dio 14 asistencias en su primera temporada con el equipo giallorosso.
El 29 de septiembre de 2018 se convirtió en uno de los pocos futbolistas que han marcado un gol en el derbi de Roma con ambos equipos de la capital.
El 7 de enero de 2020 renovó su contrato con la Roma por un año más. Sin embargo, no cumplió ese año ya que en septiembre fue traspasado al Inter de Milán. Este acabó siendo el último equipo de su carrera, ya que anunció su retirada en junio de 2022.

### Como entrenador
En abril de 2023 obtuvo el título de director deportivo tras realizar el curso en la FIGC. En junio de ese año fue contratado por el Pisa S. C. para ser su director deportivo, pero un mes después renunció al cargo.
En noviembre de 2024 inició su carrera como entrenador tras ser nombrado seleccionador de Serbia sub-21 hasta la celebración de la Eurocopa Sub-21 de 2027. Sin embargo, se marchó en junio de 2025 para unirse al cuerpo técnico del Inter de Milán como segundo entrenador.

## Selección nacional
Kolarov fue internacional con la selección de Serbia. Con la selección de fútbol sub-21 de Serbia se proclamó subcampeón de la Eurocopa Sub-21 de 2007 celebrada en los Países Bajos, siendo elegido en el once ideal del campeonato por la UEFA.
En 2008 formó parte de la selección de Serbia que participó en los Juegos Olímpicos de Pekín, y debutó en la selección absoluta. Jugó en el Mundial de Sudáfrica 2010.
El 1 de junio de 2018 el seleccionador Mladen Krstajić lo incluyó en la lista de 23 para el Mundial. Jugó los tres partidos de la selección de Serbia en el Mundial, y marcó de tiro libre el gol de Serbia en su única victoria, 1 a 0 sobre Costa Rica.

#### Participaciones en Copas del Mundo
| Mundial                        | Sede      | Resultado    | Partidos | Goles |
| ------------------------------ | --------- | ------------ | -------- | ----- |
| Copa Mundial de Fútbol de 2010 | Sudáfrica | Primera fase | 2        | 0     |
| Copa Mundial de Fútbol de 2018 | Rusia     | Primera fase | 3        | 1     |

### Participaciones en Juegos Olímpicos
| JJ. OO.                        | Sede  | Resultado    |
| ------------------------------ | ----- | ------------ |
| Juegos Olímpicos de Pekín 2008 | Pekín | Primera fase |

## Estadísticas

### Como jugador
Actualizado al último partido disputado de su carrera.
| Club                  | País                | Año                 | Partidos | Goles |
| --------------------- | ------------------- | ------------------- | -------- | ----- |
| Čukarički Stankom     | Serbia              | 2004-2006           | 44       | 2     |
| OFK Belgrado          | Serbia              | 2006-2007           | 44       | 5     |
| S. S. Lazio           | Italia              | 2007-2010           | 104      | 11    |
| Manchester City F. C. | Inglaterra          | 2010-2017           | 247      | 21    |
| A. S. Roma            | Italia              | 2017-2020           | 132      | 19    |
| Inter de Milán        | Italia              | 2020-2022           | 15       | 0     |
| Total en su carrera   | Total en su carrera | Total en su carrera | 586      | 58    |

### Como entrenador
| Equipo        | País   | Año       |
| ------------- | ------ | --------- |
| Serbia sub-21 | Serbia | 2024-2025 |

## Palmarés

### Títulos nacionales
| Título              | Club                  | País       | Año  |
| ------------------- | --------------------- | ---------- | ---- |
| Copa de Italia      | S. S. Lazio           | Italia     | 2009 |
| Supercopa de Italia | S. S. Lazio           | Italia     | 2009 |
| FA Cup              | Manchester City F. C. | Inglaterra | 2011 |
| Premier League      | Manchester City F. C. | Inglaterra | 2012 |
| Community Shield    | Manchester City F. C. | Inglaterra | 2012 |
| Copa de la Liga     | Manchester City F. C. | Inglaterra | 2014 |
| Premier League      | Manchester City F. C. | Inglaterra | 2014 |
| Copa de la Liga     | Manchester City F. C. | Inglaterra | 2016 |
| Serie A             | Inter de Milán        | Italia     | 2021 |
| Supercopa de Italia | Inter de Milán        | Italia     | 2021 |
| Copa Italia         | Inter de Milán        | Italia     | 2022 |

### Distinciones individuales
| Distinción                               | Año  |
| ---------------------------------------- | ---- |
| Futbolista del Año en Serbia             | 2011 |
| MVP contra Costa Rica en la Copa Mundial | 2018 |